# Eduardo Jiménez de Aréchaga
Eduardo Jiménez de Aréchaga (Montevideo, 1918 - Punta del Este, 5 avril 1994) est un professeur, juriste uruguayen et président de la Cour internationale de justice.

## Biographie
Eduardo Jiménez de Aréchaga est né à Montevideo en 1918 et obtient un doctorat en droit de l'Université d'Uruguay en 1942. De 1946 à 1969, il est professeur de droit international public à la faculté de droit de Montevido .
Jiménez de Aréchaga siège à la Commission du droit international des Nations Unies de 1960 à 1969, dont il est président en 1963 . Il est président du tribunal d’arbitrage ad hoc établi par le Canada et la France pour trancher l’affaire de la frontière maritime entre le Canada et la France en 1992. Il est également président du tribunal arbitral pour l'affaire « Rainbow Warrior » entre la Nouvelle-Zélande et la France (1989-1990).
Il enseigne à l'Académie de droit international de La Haye.
Il est ensuite juge à la Cour internationale de Justice entre 1970 et 1979, dont une période en tant que président de la CIJ de 1976 à 1979  .
Aréchaga est décédé dans un accident de voiture à Punta del Este, en Uruguay, le 5 avril 1994.